# 条叶连蕊芥
条叶连蕊芥（学名：Synstemon linearifolius）为十字花科连蕊芥属下的一个种。其种加词“Linearifolius”意为“线形叶的”。
现接受名为线叶花旗杆（Dontostemon integrifolius (L.) Ledeb., 1841）。